# 北京市第二监狱
北京市第二监狱，位于北京市朝阳区豆各庄乡，隶属北京市监狱管理局，主要关押无期徒刑、死刑缓期两年执行罪犯。

## 沿革
该监狱始建于1950年，1983年6月经北京市人民政府批准更名为“北京市第二监狱”，隶属北京市监狱管理局。该监狱以前主要关押无期徒刑、死刑缓期两年执行罪犯。目前主要关押外籍和港澳台的犯人以及担负新犯人的入监教育工作。黄光裕由于是香港籍，所以曾在此服刑，他的工作是维护绿地。新犯人在此经过三个月的适应期，将转送到北京市其他监狱。
21世纪初，该监狱共有干警、职工600多名。该监狱设有政治处、办公室、狱政科、教育科、生活卫生科等职能科室以及监区，一所一级甲等医院。自1995年10月起，截至2006年，已连续11年实现“无暴狱、无罪犯脱逃、无狱内重大事故、无罪犯非正常死亡”的监管安全“四无”目标。
自2003年起，该监狱每年举行一次太极拳比赛。自2007年起，该监狱组织服刑人员学习中国传统文化，到2010年已有20个兴趣小组，包括红楼梦组、太极拳组等等，300名服刑人员正在学习《论语》、古诗词、《弟子规》、《红楼梦》等中国古典名著。2010年起，该监狱的每位服刑人员都获发一套入监教育的教材，名叫《光明行》，分为10本书，介绍监规、心理、健康等方面内容。

## 医疗及服务设施
该监狱设有北京市第二监狱医院，为一级甲等医院。

## 著名囚犯
- 黄光裕[3]